# Малявіна Анастасія Русланівна
Анастасі́я Русла́нівна Маля́віна (* 1997) — українська плавчиня. Майстер спорту України міжнародного класу.

## З життєпису
Проживає в місті Харків. Тренер — Ірина Лобановська.
2013-го на чемпіонаті світу з плавання серед юніорів в Дубаї здобула срібну нагороду.
2014 року на Юнацьких Олімпійських іграх в Нанкіні виборола золоту нагороду.
Спортсменка року-2015.
Батько — Малявін Руслан Миколайович.